# Моултон, Сет
Сет Уи́лбур Мо́ултон (англ. Seth Wilbur Moulton; род. 24 октября 1978, Сейлем) — американский политик, член Демократической партии, член Палаты представителей США (с 2015).

## Биография
В 2001 году окончил Гарвардский университет со степенью бакалавра искусств по физике. После терактов 11 сентября 2001 года записался в морскую пехоту, окончив офицерскую школу в Куантико и получив в 2002 году звание второго лейтенанта. Принял участие в Иракской войне, в числе первых войдя в Багдад в 2003 году.
Награждён двумя медалями Бронзовая звезда с кластером «V» за доблесть и Похвальной медалью Военно-морских сил и морской пехоты, также с кластером за доблесть. В период своих четырёх командировок в Ирак дважды в неделю вместе со своим переводчиком Мухаммедом Харбой вёл выпуски новостей на телевидении под названием «Моултон и Мухаммед», снялся в документальном фильме «No End in Sight» (Конца и края нет), номинированном на премию «Оскар».
Окончив Гарвардскую школу бизнеса, основал в 2011 году вместе с бывшим однокашником компанию Eastern Healthcare Partners, которая к 2014 году закрылась, так и не принеся прибыли.
4 ноября 2014 года победил на выборах в 6-м избирательном округе Массачусетса республиканца Ричарда Тисея и вошёл в Палату представителей США (в сентябре он по результатам предварительных выборов вывел из борьбы однопартийца Джона Тирни, занимавшего это кресло в течение девяти депутатских сроков, но потерявшего популярность после того, как его жена в 2010 году была осуждена за уклонение от налогов).
Объяснял свой приход в политику возмущением ложью, на которой была основана война — о наличии оружия массового поражения у Саддама Хусейна, призывал обратить внимание на проблемы людей, потерявших работу из-за перемен в экономике, или ребёнка, попавшего в зависимость от опиоидов, а также вынужденных зимой выбирать между едой и отоплением. Высказывался против предложенного сенатором Берни Сандерсом перехода к полностью бюджетному финансированию системы здравоохранения и предлагал сохранить для американцев право выбора на их усмотрение и говорил о себе «я не социалист, я демократ».
22 апреля 2019 года официально объявил о вступлении в борьбу за выдвижение его кандидатуры от Демократической партии на президентских выборах 2020 года.
26 июня 2019 года в Майами состоялись первые телевизионные дебаты, предваряющие демократические праймериз, но Моултон не был к ним допущен, поскольку не удовлетворял квалификационным требованиям, установленным Национальным комитетом партии для участников: получить пожертвования от более чем 65 тысяч человек по меньшей мере в двадцати штатах и получить рейтинг не менее 1 % минимум в трёх общенациональных исследованиях общественного мнения.
В августе 2021 поехал в Кабул наблюдать за эвакуацией американских граждан.